# FFFTP
FFFTP（エフエフエフティーピー）は、1997年に曽田純（Sota, 以降は「作者」と記述）によって開発されたFTPクライアントソフトウェア。漢字などのマルチバイト文字を名前に含むファイルを扱えるのが特徴で、日本語版と英語版が公開されている。
作者による開発は2011年8月31日をもって終了したが、その後は有志によるオープンソースでの開発が続けられている。

## 概要
GUIによりコマンドラインを使わずにサーバにあるファイルを管理することができる。三面分割型のGUIを持ち、左側はローカル側ファイル一覧、右側はリモート側ファイル一覧、下側に作業履歴が表示される。
開発が有志によるFFFTPプロジェクトへ移されてからUTF-8やIPv6通信、セキュアな通信としてFTPSへの対応などの変更が加えられた。しかし、SCPなどのSSHプロトコルを利用した転送方式には設定画面のGUIは既にできてはいるが、実装はされておらず、対応未定となっている。
2011年10月頃は安定性の観点からバージョン1.97bの利用をプロジェクト自ら推奨していたが、脆弱性が次々と発見されてからは、特殊な事情を除き最新版へのバージョンアップが推奨されている。
2017年10月には、開発メンバーの1人が、ホスト設定をWinSCPへエクスポートする機能を実装したうえで開発を終える予定であると伝えた。
2018年4月、開発を引き継ぐ人物が現れ、バージョン3.0が公開された。

## 歴史
Windows 95の時代、ウェブページ公開の流行に伴って多くのFTPクライアントが公開された。その中でも三面分割型のGUIを持つWS FTPは人気が高く、複数面分割型のGUIはFTPクライアントの標準となった。しかし、WS_FTPを含めフリーかつ日本語で使えるFTPクライアントは無かった。以上の背景があって、FFFTPは公開され人気を得ることになる。

### 作者による開発
1997年、FFFTPの開発が開始される。後に作者自身のブログで、開発を始めた経緯について『仕事で使うFTPソフトが欲しいと思ったのが、きっかけだった。シェアウエアのFTPソフトで、使いやすそうなのはいくつかあったけど、会社で買ってくれないと使えない。欲しいものは自分で作ろうと考えて、FFFTPの製作を開始した。』と述べている。
2002年、オンラインソフトウェア大賞を受賞。作者は『私が作成したソフトが、栄誉ある賞を受賞できるとは思ってもおりませんでした。』とコメントした。

2008年6月3日、デンマークのセキュリティベンダーSecuniaよりFFFTP 1.96bおよびそれ以前のバージョンにディレクトリトラバーサルの脆弱性の存在が発表される。
2010年1月30日、2009年から被害が拡大したマルウェアGumblarについて、FFFTPのレジストリに記録された情報が狙われているとの報告が（作者により）発表された。レジストリ上に記録されたIDやパスワード、接続先といった情報を盗まれてウェブサイトが改ざんされる被害も発生した。当初作者はFFFTPのバージョンアップによる機能強化については検討段階としており、「SSLなどへの対応は難しい」「完全に攻撃を逃れる方法は採れないかもしれません」との見解を発表した。マルウェア対策としてレジストリからFFFTPのデータを削除するツールが提供され、有志による対策が施された改造バイナリが提供された。
2010年2月7日に作者からリリースされた1.97にマルウェア対策済みのバイナリが取り込まれた。この変更によって起動時には「マスターパスワード」の入力を要求するようになり、併せて保存されるパスワードの暗号化アルゴリズムがAESへと強化された。
2011年8月31日、作者はFFFTPの開発終了を宣言した。理由について自身のブログで『開発を継続していくモチベーションが保てなくなった』と説明している。

### オープンソースによる開発

#### OSDN(旧SourceForge.JP)上での開発
- 2011年9月1日より、有志により開発はSourceForge.JP(現OSDN)上へ移行。
- 2011年10月12日にSourceForge.JPへ移行してから初のバージョンアップとなる1.98が公開。アスキーモード転送時の漢字コード変換で新たにUTF-8が追加され、FTPS（Explicitモード）に対応。
- 2011年10月28日、JVNよりFFFTP 1.98aおよびそれ以前のバージョンから実行ファイル読み込みに関する脆弱性の存在が発表される[14]。
- 2011年11月5日、バージョン1.98cよりUTF-8（BOMなし）への変換がサポートされ、FTPS（Implicitモード）などに対応。
- 2011年11月22日、バージョン1.98dよりIPv6通信への対応、機能の改善や不具合の修正が行われた。
- 2011年12月9日、JVNよりFFFTP 1.98cおよびそれ以前のバージョンから実行ファイル読み込みに関する脆弱性の存在が発表される[15]。
- 2012年2月23日、バージョン1.98eを公開。速度や不具合の改善の他、ZIP版では標準でレジストリを使用しない設定となった。
- 2012年7月2日、バージョン1.98fを公開。
- 2013年2月25日、バージョン1.98gを公開。
- 2014年4月13日、OpenSSLライブラリのハートブリード脆弱性に対応したバージョン1.98g1、1.98g2を相次ぎ緊急公開。次回更新時に正式リリースされる予定 [16]。
- 2016年5月14日、バージョン1.99aを公開
- 2017年10月14日、WinSCPへの設定エクスポート機能を搭載したバージョン2.00を最終版としてリリースし、開発終了することが表明された[4]。
- 2018年4月15日、OSDN上での最終版となるバージョン2.00を公開

#### GitHub上での開発
- 2018年4月2日、開発を引き継ぐ人物が現れ、GitHub上に開発を移行しバージョン3.0を公開[5]。
- 2018年4月11日、バージョン3.1を公開
- 2018年4月20日、バージョン2.00の更新内容を取り込んだバージョン3.2を公開
- 2018年5月5日、バージョン3.3を公開
- 2019年5月4日、バージョン3.8を公開
- 2019年8月18日、メジャーバージョンアップ、バージョン4.0を公開[17]
- 2021年5月5日、メジャーバージョンアップ、バージョン5.0を公開[18]